# Llíria
Llíria è un comune spagnolo di 22 441 abitanti situato nella comunità autonoma Valenciana.